# Михай I Апафи
Михай I А́пафи (венг. Apafi Mihály; 3 ноября 1632, Эбешфальва — 15 апреля 1690, Фэгэраш) — трансильванский князь в 1661-1690 годах.

## Правление
Михай родился 3 сентября 1632 года; происходил из древнего, но незнатного рода. В 1656 году сопровождал князя Георга II Ракоци в походе против Польши и был взят в плен татарским ханом Мехмедом IV Гераем. Освободившись посредством выкупа, он жил в родовом своем имении Эбешфальва.
Против своей воли, по требованию турецкого визиря Али, был избран в Марош-Вашаргели князем Трансильвании 14 сентября 1661 года при поддержке Османской империи. Высокая Порта утвердила его в этом сане в конце 1661 года. При поддержке турецких войск он победил своего предшественника, князя Кемени, который с австрийскими войсками напал на Трансильванию и 23 января 1662 был побеждён и убит в сражении при Надьшеллесе.
После этого Михай I Апафи, защищённый от внешних врагов, управлял страною, но зависимость от Турции и высокая дань, которую надо было платить султану, причиняли ему много хлопот, а стране большие тягости. Михай был слабовольным правителем, многие важные решения принимала его жена и приближённые. Он не только не был в состоянии противостоять тяжелому напору турецких войск на страну, но и был принуждён султаном при походе Фазыла Ахмед-паши Кёпрюлю на Австрию следовать за турецким войском. Проигранное сражение при Сентготтхарде 1 августа 1664 года и последовавший за тем Вашварский мир (10 августа) освободили наконец Трансильванию от турецких войск, но тяжелая дань осталась.

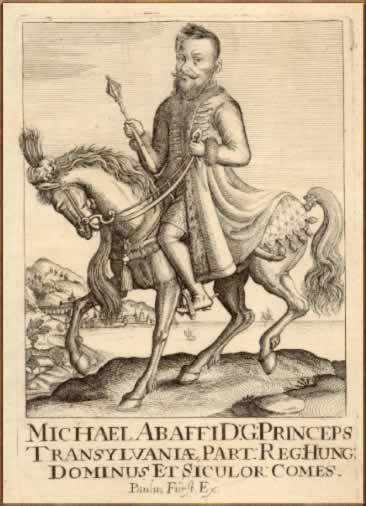
Гравированный портрет Михая I

Михай охотно принимал беженцев в Трансильванию. Издал указы о защите церкви и пастухов. Поддерживал протестантство. Только подкупом высоких сановников в Константинополе и при помощи заговора под предводительством двух знатных венгерцев — Ференца Вешшеленьи и Миклоша Зриньи (Николы Зринского) (1667—1670) Михаю Апафи удалось обезопасить себя от своих противников Зольоми и Бельди, стремившихся отнять у него власть.
Вместо неспособного, бесхарактерного и предававшегося пьянству Апафи, стал управлять государством могущественный канцлер Текели, который долгое время поддерживал сношения с французским двором и с венгерскими куруцами, то есть повстанцами. Когда между Леопольдом I и турками в 1683 году возгорелась война, Апафи, принуждённый помогать турецкому войску, охранял со своими контингентами переход через Дунай при Раабе во время осады Вены Кара-Мустафой, за что в виде награды султан обещал предоставить после его смерти престол его сыну. Когда же, со вступлением императорских войск под предводительством Караффы, в крепостях Клаузенбург, Германштадт и Дева были размещены немецкие гарнизоны, Трансильвания по трактату 28 июля 1686 года отпала от турок и была поставлена в зависимость от Австрии. 
Вскоре после многознаменательной победы при Гаркани (12 августа 1687 года) по договору, заключенному 27 октября 1687 года в Балажфальве, императору предоставлена была высшая власть над войском в Трансильвании, а предыдущий трактат был подтвержден и расширен. Наконец, на сейме в Фогараше 1 июля 1688 года собравшиеся народные представители провозгласили Габсбургский дом наследственно царствующим в Трансильвании.
В последние годы жизни Михай впал в сильную депрессию ввиду смерти своей жены. Он умер 15 апреля 1690 года. После его смерти князем Трансильвании стал его сын, Михай II Апафи.
Aпафи был ревностным протестантом-кальвинистом, любил науки и оставил автобиографию.

## Семья и личная жизнь
Сын Дьёрдя Апафи и Боры Петку. Женился в 1650 году на Анне Борнемисе. Имел шестерых детей (четверо сыновей и две дочери).
У Михая была личная библиотека.